# آمپاتویوک (ایاکوچو)
آمپاتویوک (به اسپانیایی: Ampatuyoc) یک کوه در پرو است که در منطقه آیاکوچو واقع شده‌است. آمپاتویوک ۴٬۶۰۰ متر بالاتر از سطح دریا واقع شده‌است.